# SV Blau-Weiss Alsdorf
Maillots
Dernière mise à jour : 23 mars 2011.
Le SV Blau-Weiss Alsdorf est un club allemand de football, localisé à Alsdorf dans les environs d'Aix-la-Chapelle, en Rhénanie du Nord-Westphalie.

## Histoire (football)
Les racines du club actuel remontent à l’année 1916 avec la fondation du SC Viktoria Kellersberg. Trois ans plus tard, le 22 juin 1919, fut créée l’Alsdorfer Sportvereinigung (ou Alsdorfer SpVgg).
Peu après la Seconde Guerre mondiale, le 19 juin 1949, les deux anciens clubs fusionnèrent pour former Sportvereinigung Viktoria Alsdorf ou SV Viktoria Alsdorf. Ce club fut repris pour faire partie de la 2. Liga West, une ligue située dans l’organisation de l’époque au 2e niveau de la hiérarchie. Le club y presta une saison puis, malgré une 12e place finale sur 16, il dut redescendre faute d’avoir obtenu la licence nécessaire pour cette ligue.
En 1952, le SV Viktoria Alsdorf remporta le Niederrhein Meisterschaft après s’être imposé dans un barrage contre TuRa Bonn. Mais comme la 2. Liga West était à ce moment réduite de 2 à 1 série, le cercle ne monta pas. Il participa néanmoins au Championnat d’Allemagne Amateur où il fut arrêté en quarts de finale par le VfR Schwenningen.
En 1954, Viktoria Alsdorf fut relégué vers le 4e niveau de la hiérarchie. Il remonta dès l’année suivante et fit donc partie des fondateurs de la Verbandsliga Mittelrhein en 1956. Il y joua jusqu’en 1962. Mais cette fois encore, corrigea sa relégation par une remontée immédiate.
Ensuite le club s’accrocha mais fut contraint au fil des saisons de reculer dans la hiérarchie. En 1966, il descendit en Landesliga puis en 1971, il glissa en Landesklasse et 1974, il chuta vers la Bezirksliga.
Le 15 juin 2004, le SV Viktoria Alsdorf fusionna avec le SV Rhenania Alsdorf (club fondé en 1910), pour former l’actuel SV Blau-Weiss Alsdorf.
En 2010-2011, le SV Blau-Weiss Alsdorf évolue en Bezirksliga Mittelrhein (Groupe 4) soit au 8e niveau de la hiérarchie de la DFB. Il tente d'éviter la relégation en Kreisliga A.

## Palmarès
- Niederrhein Meister: 1952